# NGC 1182
NGC 1182 (NGC 1205) é uma galáxia espiral (Sa) localizada na direcção da constelação de Eridanus. Possui uma declinação de -09° 40' 14" e uma ascensão recta de 3 horas, 03 minutos e 28,4 segundos.
A galáxia NGC 1182 foi descoberta em 1886 por Ormond Stone.